# Justice reproductive
 (mai 2022).
La mise en forme du texte ne suit pas les recommandations de Wikipédia : il faut le « wikifier ».
Les points d'amélioration suivants sont les cas les plus fréquents. Le détail des points à revoir est peut-être précisé sur la page de discussion.
- Les titres sont pré-formatés par le logiciel. Ils ne sont ni en capitales, ni en gras.
- Le texte ne doit pas être écrit en capitales (les noms de famille non plus), ni en gras, ni en italique, ni en « petit »…
- Le gras n'est utilisé que pour surligner le titre de l'article dans l'introduction, une seule fois.
- L'italique est rarement utilisé : mots en langue étrangère, titres d'œuvres, noms de bateaux, etc.
- Les citations ne sont pas en italique mais en corps de texte normal. Elles sont entourées par des guillemets français : « et ».
- Les listes à puces sont à éviter, des paragraphes rédigés étant largement préférés. Les tableaux sont à réserver à la présentation de données structurées (résultats, etc.).
- Les appels de note de bas de page (petits chiffres en exposant, introduits par l'outil «  Source ») sont à placer entre la fin de phrase et le point final[comme ça].
- Les liens internes (vers d'autres articles de Wikipédia) sont à choisir avec parcimonie. Créez des liens vers des articles approfondissant le sujet. Les termes génériques sans rapport avec le sujet sont à éviter, ainsi que les répétitions de liens vers un même terme.
- Les liens externes sont à placer uniquement dans une section « Liens externes », à la fin de l'article. Ces liens sont à choisir avec parcimonie suivant les règles définies. Si un lien sert de source à l'article, son insertion dans le texte est à faire par les notes de bas de page.
- La présentation des références doit suivre les conventions bibliographiques. Il est recommandé d'utiliser les modèles {{Ouvrage}}, {{Chapitre}}, {{Article}}, {{Lien web}} et/ou {{Bibliographie}}. Le mode d'édition visuel peut mettre en forme automatiquement les références.
- Insérer une infobox (cadre d'informations à droite) n'est pas obligatoire pour parachever la mise en page.

Pour une aide détaillée, merci de consulter Aide:Wikification.
Si vous pensez que ces points ont été résolus, vous pouvez retirer ce bandeau et améliorer la mise en forme d'un autre article.
La justice reproductive est « le droit humain de conserver son autonomie corporelle personnelle, d'avoir des enfants, de ne pas en avoir et d'élever les enfants que nous avons dans des communautés sécuritaires et durables », selon SisterSong Women of Color Reproductive Justice Collective (en), la première organisation fondée pour construire un mouvement de justice reproductive. En 1997, 16 organisations dirigées par des femmes de couleur représentant quatre communautés de couleur - autochtone, latino-américaine, afro-américaine et asiatique - ont lancé l'association à but non lucratif SisterSong pour créer un mouvement national de justice reproductive. D'autres organisations ont commencé à se former ou à se réorganiser en tant qu'organisations de justice reproductive à partir du début des années 2000.
La justice reproductive, distincte des mouvements des droits reproductifs des années 1970, a émergé en tant que mouvement car les femmes à faible revenu, les femmes de couleur, les femmes en situation de handicap et les personnes LGBTQ+ se sentaient marginalisées dans le mouvement des droits reproductifs dont elles estiment qu'il se concentre essentiellement autour de l'opposition entre pro-choix et pro-vie. Au-delà de ce débat, le mouvement pour la justice reproductive s'intéresse à la manière dont des facteurs croisés tels que la race et la classe sociale limitent la liberté des femmes marginalisées de faire des choix éclairés au sujet de la grossesse en imposant des circonstances oppressives ou en restreignant l'accès aux services, comme l'avortement, les pilules Plan B et de service de garde et une éducation abordables. En d'autres termes, la justice reproductive se concentre sur l'accès pratique à l'avortement plutôt que sur le droit théorique à l'avortement, affirmant qu'un tel droit n'a pas de sens pour les femmes qui ne peuvent pas y accéder en raison du coût, de la distance jusqu'au prestataire le plus proche ou d'autres obstacles de ce type.
Le cadre de la justice reproductive englobe un large éventail de questions affectant la vie reproductive des femmes marginalisées, y compris l'accès à la contraception, une éducation sexuelle complète, la prévention et les soins des infections sexuellement transmissibles, des options de naissance alternatives, des soins prénataux et de grossesse adéquats, une assistance en cas de violence domestique, des salaires adéquats pour subvenir aux besoins des familles et des foyers sécuritaires. La justice reproductive considère les droits reproductifs comme des droits humains.

## Cadre

### Origine
Le terme « justice reproductive » combine les droits reproductifs et la justice sociale. Il a été formulé et théorisé par les Women of African Descent for Reproductive Justice (Femmes d'ascendance africaine pour la justice reproductive), un groupe de femmes noires réunies en 1994 à Chicago pour une conférence parrainée par l'« Illinois Pro-Choice Alliance » et la « Ms. Foundation for Women » avec l'intention de répondre au plan proposé par l'administration Clinton pour établir une prise en charge sociale des frais de santé. Cette conférence a été volontairement planifiée à la veille de la Conférence internationale sur la population et le développement au Caire, où il a été décidé que le droit individuel de planifier sa propre famille devait être au cœur du développement mondial. Les fondatrices du « Women of African Descent for Reproductive Justice » ont posé les bases du mouvement en publiant une déclaration intitulée « Black Women on Universal Health Care Reform » avec plus de 800 signatures dans le Washington Post et Roll Call abordant la justice reproductive dans une critique de l'Hillarycare (en), un ensemble de réformes de santé proposées par Bill Clinton en 1993 . Les femmes qui ont créé le cadre de justice reproductive étaient : Toni M. Bond Leonard, révérende Alma Crawford, Evelyn S. Field, Terri James, Bisola Marignay, Cassandra McConnell, Cynthia Newbille, Loretta Ross (en), Elizabeth Terry, Mable Thomas (en), Winnette P. Willis et Kim Youngblood.

### Définition
Loretta Ross (en), cofondatrice et coordinatrice nationale du SisterSong Women of Color Reproductive Justice Collective (en) de 2005 à 2012, définit la justice reproductive comme un cadre créé par des militantes de couleur pour penser les façons dont s'entrecroisent la race, le sexe, la classe sociale, les capacités, la nationalité et la sexualité. Le concept de justice reproductive a été créé par des militantes de couleur dont le vécu ne correspondait pas au paradigme dominant « pro-choix » car en dépit de l'accès l'accès légal à des options telles que l'avortement, ces femmes ne pouvaient pas exercer leurs choix en matière de procréation aussi facilement que leurs homologues plus privilégiées. En bref, elles estiment que la politique reproductive n'est pas une question de choix, mais de justice.
Le discours sur l'avortement aux États-Unis est souvent expliqué en termes de « pro-choix », c'est-à-dire en faveur du droit à l'avortement, ou de « pro-vie », c'est-à-dire favorisant le développement du fœtus et la protection de la vie de l'« enfant à naître » et s'opposant l'avortement. La justice reproductive remet en question la dichotomie pro-choix/pro-vie en démontrant que ce débat suppose que toutes les femmes aient une capacité égale à faire des choix, ignorant ainsi les dimensions politique et pratique de la notion de « choix », soumise à des facteurs structurels tels que le statut économique, la race, le statut d'immigration, etc. 
Certaines chercheuses en études féministes comme Greta Gaard (en) affirment que le « choix » est un « schéma d'omission », excluant de nombreuses femmes, en particulier les femmes de couleur, les femmes immigrantes, les femmes queer, les femmes transgenres, etc. Structurellement, ces identités n'ont pas les mêmes degrés de choix lorsqu'il s'agit d'accéder aux soins relatifs à la reproduction, ce qui a pour conséquence de diviser encore davantage les femmes selon la classe et la race. Cette compréhension du concept de « choix » montre la nécessité de concevoir un nouveau cadre plus inclusif. C'est dans cette optique qu'a été développée la justice reproductive autour de trois éléments fondamentaux – le droit d'avoir un enfant, le droit de ne pas avoir d'enfant et le droit d'élever un enfant ou des enfants dans des environnements sécuritaires et sains – qu'elle fait passer au-delà d'un débat juridique et politique pour y intégrer les facteurs économiques, sociaux et sanitaires ayant un impact sur les choix reproductifs des femmes et leur capacité de prise de décision.